# Sicario 2: Soldado
Sicario 2: Soldado – amerykańsko-meksykański thriller kryminalny z 2018 roku w reżyserii Stefano Sollimy. W filmie wystąpili m.in. Benicio del Toro, Josh Brolin i Isabela Moner.

## Fabuła
Kolejna operacja CIA wiedzie Gravera (Brolin) i Alejandro (del Toro) do Meksyku, gdzie mają doprowadzić do eskalacji konfliktu między kartelami narkotykowymi. W tym celu Gillick porywa córkę jednego z bossów, Isabel Reyes (Moner).

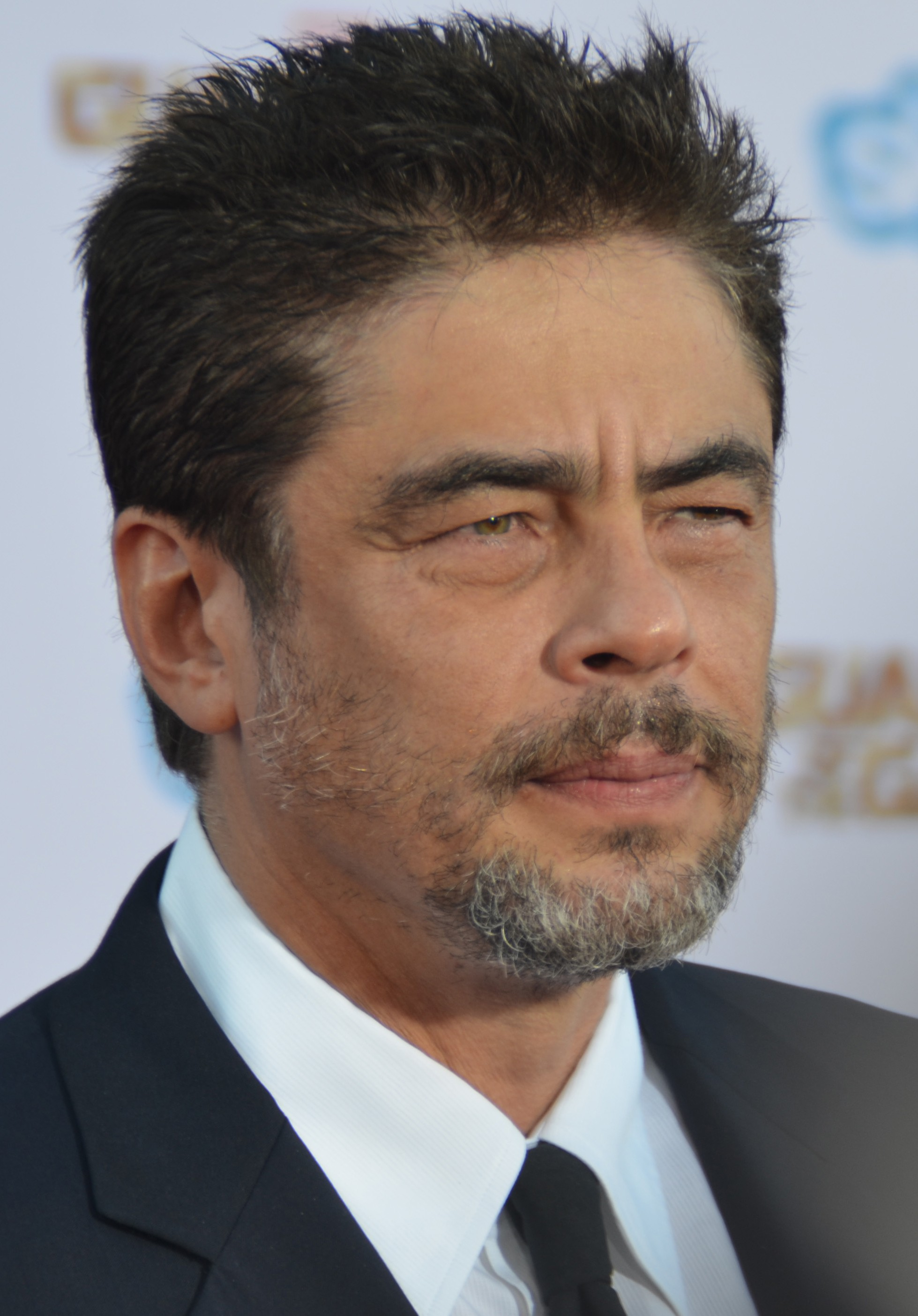
Benicio Del Toro (2014)

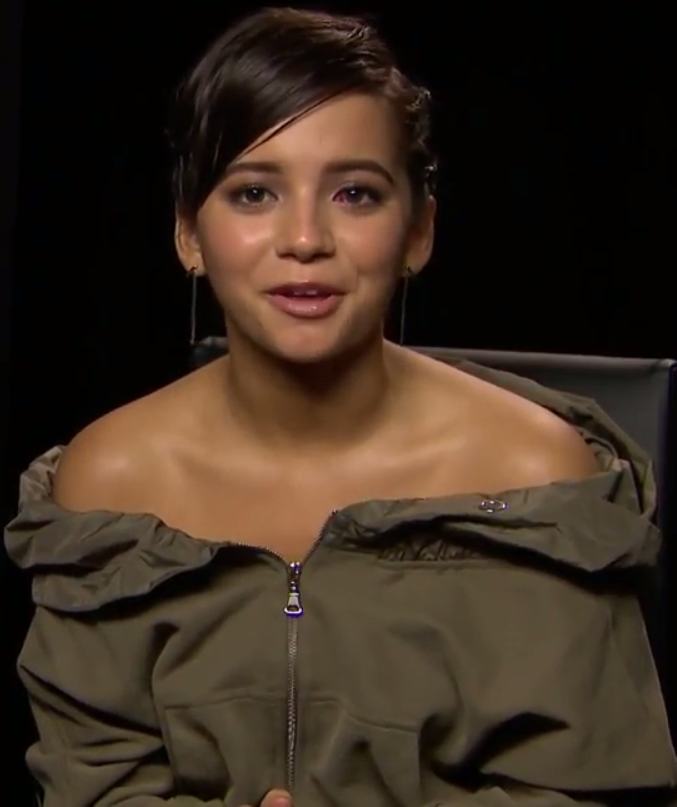
Isabela Moner (2017)

## Obsada
| Aktor               | Rola              |
| ------------------- | ----------------- |
| Benicio del Toro    | Alejandro Gillick |
| Josh Brolin         | Matt Graver       |
| Jeffrey Donovan     | Steve Forsing     |
| Isabela Moner       | Isabel Reyes      |
| Shea Whigham        | Andy Wheeldon     |
| Catherine Keener    | Cynthia Foards    |
| Matthew Modine      | James Riley       |
| Manuel Garcia-Rulfo | Gallo             |
| Elijah Rodriguez    | Miguel Hernandez  |
| Howard Ferguson Jr. | Troy              |
| David Castañeda     | Hector            |
| Jacqueline Torres   | Blandina          |
| Raoul Trujillo      | Rafael            |
| Bruno Bichir        | Angel             |
| Jake Picking        | Shawn             |

## Odbiór

### Box office
Budżet filmu wyniósł 35 milionów dolarów. W Stanach Zjednoczonych i Kanadzie film zarobił łącznie ponad 50 mln USD. W innych krajach zyski wyniosły blisko 26 milionów, a łączny zysk blisko 76 milionów dolarów.

### Krytyka w mediach
Film spotkał się z pozytywną reakcją krytyków. W serwisie Rotten Tomatoes 62% z 291 recenzji jest pozytywne, a średnia ocen wyniosła 6,3/10. Na portalu Metacritic średnia ocen z 50 recenzji wyniosła 61 punktów na 100.